# Guéron
Guéron település Franciaországban, Calvados megyében. Lakosainak száma 245 fő (2022. január 1.). Guéron Arganchy, Bayeux, Ellon, Monceaux-en-Bessin, Saint-Loup-Hors és Subles községekkel határos.

## Népesség
A település népességének változása:
| Lakosok száma | 224  | 238  | 239  | 212  | 246  | 248  | 243  | 245  | 246  | 245  |
|               | 1968 | 1982 | 1990 | 2006 | 2013 | 2015 | 2017 | 2019 | 2020 | 2022 |